# Ştefănești
Ștefănești (jiddisch: שטעפנשט}, hebraisk: שטפנשט) er en lille by i distriktet Botoșani i Vest Moldavien i Rumænien. Den administrerer fire landsbyer: Bădiuți, Bobulești, Stânca og Ștefănești-Sat. Byen har 5.032 (2021) indbyggere.
Byen ligger i Vltava-lavlandet (Câmpia Moldovei), nær hvor floden Bașeu munder ud i floden Prut, ved bredden af Stânca-Costești-reservoiret. Stânca er en grænsekontrolpost til Moldova, der via Stânca-Costești-dæmningen er forbundet med byen Costești i Moldova.

## Historie
De ældste arkæologiske fund på byens område går tilbage til kobberalderen. Ștefănești blev grundlagt i 1436, under den moldaviske Prins Ștefan 2. og nævntes første gang i dokumenter under navnet Gura Bașeului. Allerede i 1476 havde stedet status som et marked. I det 15. og 16. århundrede blev den flere gange plyndret af Tatarer og senere også af polske enheder.